# 무선 애플리케이션 프로토콜

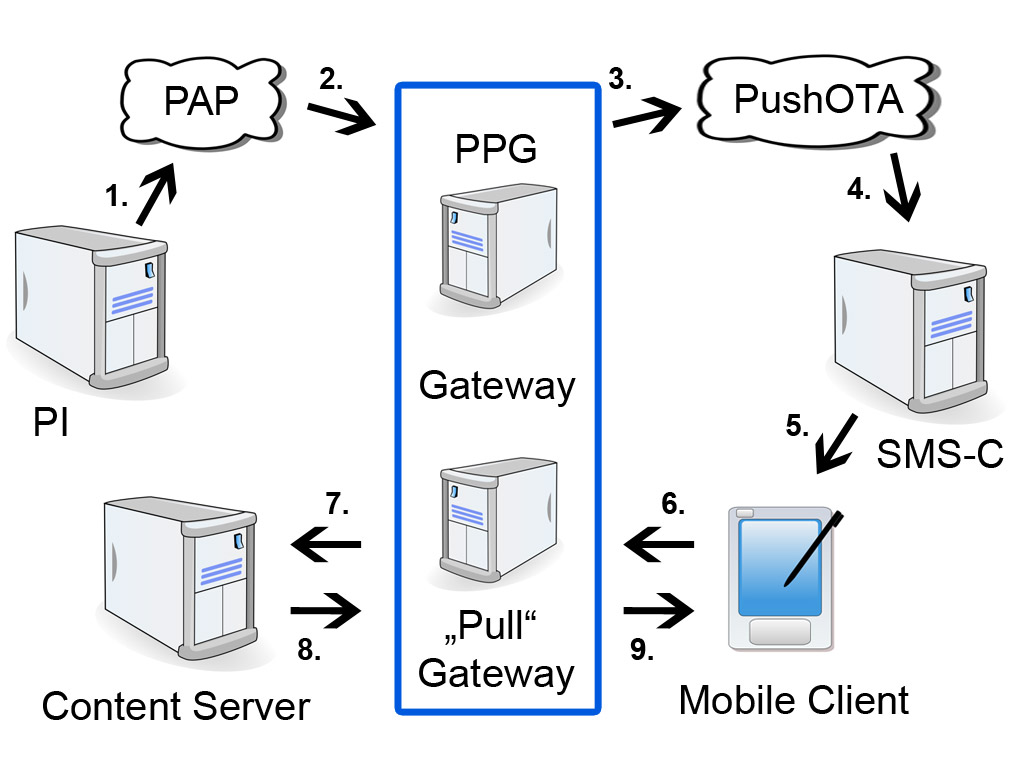

무선 애플리케이션 프로토콜(Wireless Application Protocol, WAP)은 휴대 전화 등의 장비에서 인터넷을 하는 것과 같은, 무선통신을 사용하는 응용프로그램의 국제표준이다. WAP은 매우작은 이동장비에 웹 브라우저와 같은서비스를 제공하기 위해 설계되었다. 그러나, 초기선택의 제약으로 좋은반응은 받지못하여 왔으며 결국 서비스가 종료되었다.

## 사양
WAP에서 사용되는 주언어가 WML(무선 마크업 언어)이며, 이언어는 휴대전화와 같은 소형이동장비에 맞게 XML 기반으로 설계되었다.
WAP의 공식조직은 WAP 포럼으로, 이곳에서는 OMA(오픈 모바일 동맹) 기구로 통합되어, 무선데이터 서비스의 개발전 분야를 다루고있다.

## WAP 2.0
WAP의 최신버전은 2.0으로서, XML를 사용한 WAP을 리엔지니어링한 것이다. 이 차세대 WAP가 향후 모든 소형장치를 웹으로부터 WAP으로 대체할수도 있을거라 예견하는 전문가들도 있다. 이는 XHTML의 부분집합으로 아직 확정되지는 않았다.

## WAP 푸시
WAP 푸시는 WAP 1.2부터 사용된 기술로서 WAP 콘텐츠를 서로 다른회사의 휴대전화에 푸시되게하는 사양이다. WAP 푸시는 보통 WAP 주소로의 링크를포함한 메시지로 인코딩되어, WAP 베어러(bearer)나 SMS 베어러를 통해 전달된다. WAP 푸시를 받게되면 자동적으로 WAP 콘텐츠에 접근하여 사용자에게 전달하게 된다.
이러한방법으로, WAP 푸시는 수신자에게 WAP 주소를 전달함으로써 단말기를 통해 보거나, 저장할 수 있게된다. WAP 푸시를 사용함으로써, 사용자는 보다쉽게 모바일서비스를 이용할 수 있다.
WAP 푸시(WAP Push). WAP 서버로부터 단말기로 메시지를 밀어넣는방식. 한국의 이동통신 서비스에서는 선물보내기(벨소리, 그림등)에서 사용한다.

### WAP PUSH 서비스
WAP의 Push Access 프로토콜은 무선망의 푸시서비스 제공자와 푸시게이트간의 통신방법을 규정한 것으로, Push OTA라고 한다. WAP 푸시서비스의 두가지 프로토콜은 '서비스 인디케이션(Service Indication, SI)'과 '서비스 로딩(Service Loading, SL)'이있다. SI는 해당 WML페이지로 연결되는 URL을 가진 메시지가 왔다고 알리는 신호를 전달하고, SL은 브라우저가 곧장 해당페이지로 연결되도록 하는 프로토콜이다.

### PAP(Push Acess Protocol)
PAP는 일반적으로 웹서버와 PPG(Push Proxy Gateway)간의 통신 프로토콜이다.

### 푸시 메시지의 구조
```
<?xml version="1.0"?>
<!DOCTYPE pap PUBLIC "-//WAPFORUM//DTD PAP 1.0//EN" "http://www.wapforum.org/DTD/pap_1.0.dtd">
<pap>
<push-message push-id="anyone@anyone.or.kr">
<address address-value="WAPPUSH=127.0.0.1/TYPE=USER@127.0.0.1" />
</push-message>
</pap>
--asdlfkjiurwghasf
Content-Type: text/vnd.wap.si

<?xml version="1.0"?>
<!DOCTYPE si PUBLIC "-//WAPFORUM//DTD SI 1.0//EN" "http://www.wapforum.org/DTD/si.dtd">
<si>
<indication si-id="anyone@anyone.or.kr" href="http://www.anyone.or.kr/wml/pap/message.wml">
You're go new message.
</indication>
</si>

```

## 같이 보기
- WTP